# Gebeleizis
Gebeleizis (ou Nebeleizis, Gebelexis) était le dieu de la foudre et de l'horizon chez les Gètes. Il est probablement lié au dieu thrace de la tempête et de la foudre, Zibelthiurdos
.  Selon Hérodote, il était pour certains Gètes le même dieu que Zalmoxis. Il était représenté comme un bel homme, portant parfois une barbe. L'éclair et le tonnerre étaient ses manifestations.

## Néopaganisme
Un mouvement de même nom semble exister en Roumanie contemporaine.